# Batalla del Cerrito
Batalla del Cerrito (Nom que es donà a la victòria aconseguida pel coronel argentí José Rondeau sobre les forces espanyoles el 31 de desembre de 1812 als voltants de la carena de Montevideo que des de llavors s'anomenà Cerro de la Victòria).
Montevideo fou, durant la guerra de la independència, assetjada en dues ocasions. El segon setge de Montevideo, que durà de l'1 d'octubre de 1812 al 23 de juny de 1814, fou inaugurat pel cabdill José García Culta amb 400 homes fins a l'arribada del coronel José Rondeau, el 20 d'octubre, cap de l'avantguarda de l'exèrcit destinat a la presa de la ciutat. Les seves forces es componien dels esquadrons 1, 3 i 4 de dragons de la Pàtria, una divisió de cavalleria de l'exèrcit d'Artigas, comandada per Baltasar Vargas i composta totalment d'uruguaians; el 6è, de línia, de gent de color (marrons i bruns) comandats per Soler, i el del 4t d'infanteria d'Artigas amb antics blandengues, quasi tots orientals.
El governador de Montevideo, Gaspar Vigodet, era un cap valent i d'aptituds militars. Sabia que l'exèrcit acampat a el Cerrito era a penes una avantguarda de l'exèrcit de Sarratea que s'acostava lentament, i una vegada reunides ambdues forces seria difícil conservar la possessió de Montevideo. Convençut de la inutilitat de demanar auxili a Espanya i havent rebut notícies confidencials de què l'exèrcit assetjador havia consumit totes les seves municions de fusell, decidí efectuar una sortida. El poeta Figueroa, en el seu interessant Diario del Sitio, diu que un sergent de blandengues fou el que portà la notícia, passant-se a l'enemic. El fet era cert, però simultàniament Rondeau, per la seva part, havia comunicat al general en cap la seva difícil situació rebent <providencialment>, com diuen els historiadors nacionals, la tarda del 30 de desembre, dues carretes carregades de cartutxos de fusell i de tercerola que foren repartits immediatament a raó de dos paquets per cada soldat.
L'exèrcit que sortí de la plaça en la matinada del 31 anava comandat per Vigodet i Muesas. Anava repartit en tres divisions comandades per Lacuesta, Loaces i Gallano. A la primera empenta i valguin-se de la sorpresa va poder arribar fins al cim del Cerrito desfent quantes forces trobaven al seu pas. Refets els insurgents el moment, en una càrrega brillant dels dragons de la Pàtria feren retrocedir als reialistes matant al segon al seu segon cap, el brigadier Muesas. Llavors el cap de la segona divisió, Loaces, amb irresistible ímpetu, carregà a la baioneta conquistant per primera vegada l'agresta cim del Cerrito batent-se cos a cos amb els bruns i desallotjant-los del setge. El triomf semblava definitiu per als espanyols i ho hagués sigut, sens dubte, si Loaces en comptes de deturar-se en el cim hagués continuat la persecució. Però no podien demanar miracles a unes tropes cansades i que no creien que trobarien aquella resistència.
Rondeau va tenir temps de reunir els seus soldats, que eren en nombre major, i alentant-los amb una nova distribució de municions, ordenà immediatament la carrega, la qual es verificà amb un briós ímpetu. Loaces, no podent resistir el furor dels marrons, es replegà a la falda nord reunint-se a la primera divisió reialista que havia estat derrotada en la càrrega dels dragons insurgents. Juntes ambdues divisions sota la protecció de la tercera, que era la que menys havia sofert, s'efectuà amb ordre la retirada, acollint-se Vigodet a la plaça a les onze del matí quan les campanes ja havien llançat a l'aire en celebració de tant efímer èxit.